# Yo pongo orden
Yo pongo orden (Ich räume auf) es una película de ensayo de 1979, basada en el texto homónimo de la poetisa expresionista alemana Else Lasker-Schüler. Su director es el cineasta alemán Georg Brintrup.

## Argumento
Al inicio de la década de los años veinte, la poeta judío-alemana Else Lasker-Schüler (11 de febrero de 1869 - 22 de enero de 1945) denunció ante las autoridades judiciales a los editores de sus obras aún no publicadas. Consideraba que estos se habían comportado vergonzosamente, a tal grado que ella se sentía efectivamente explotada. Se fundaba en el pensamiento de Karl Marx, señalado en sus «Teorías sobre la plusvalía», según las cuales, «un escritor (una escritora) es un(a) empleado(a) productivo(a), no porque produce ideas, sino porque contribuye a la riqueza de sus editores, cuando estos explotan sus escritos. El escritor o la escritora se convierten, así, en un(a) asalariado(a) de un capitalista.» En su acto de acusación, Lasker-Schüler afrontó, específicamente, a Paul Cassirer, importantísimo editor, Alfred Fleichtheim, editor y comerciante de arte, y Kurt Wolff, otro editor. En sus encuentros, antes de la acusación, ella los visitaba en sus lujosas oficinas o se daban cita en el «Café Romain»  en Berlín. Los tres citados eran ya millonarios antes de la Primera Guerra Mundial; por el contrario, Lasker-Schüler vivía en una situación de gran pobreza, lo que algunas veces la llevaba a sustraer copias de sus propios libros, presentados en las mesas de las librerías. En su indigencia buscaba, para dormir, un lugar en obscuros subterráneos, con el fin de no morir por congelación. En ese estado de precariedad, en momentos de desesperación, pensó en suicidarse, arrojándose en el río Spree. Pero logró sobreponerse, al pensar que su desaparición voluntaria daría a sus editores, únicamente, la posibilidad de hacerse publicidad. Decidió, así, continuar la lucha por sus ideas: En las últimas escenas de la película, se le ve llevando la información de su acción a los escritores en otros lugares de Alemania e invitándoles a unirse a sus propósitos con acciones semejantes. En una palabra, a poner en orden, ellos y ellas también.

## El título
El título de la película es idéntico al del texto polémico (y acusador) de Else Lasker-Schüler: “Ich räume auf! Meine Anklage gegen meine Verleger” (¡Yo pongo orden! Mi acusación contra mis editores), publicado en 1925, por Lago, Zürich, Suiza.

## Intérpretes y Personajes
- Gisela Stein - Else Lasker-Schüler
- Frank Burkner - Paul Cassirer
- Hanns Zischler - Alfred Flechtheim
- Ulrich Gregor - Kurt Wolff
- Hans Ch. Buch - Franz Werfel
- Harun Farocki - amigo de Flechtheim

## Crítica
Monika M. Hielscher dijo:

« El largo metraje « Ich räume auf » (« Yo pongo orden ») de Georg Brintrup,  está ambientado en la Berlín del primer cuarto del siglo 20. Habla específicamente de la reclamación que la escritora  Else Lasker-Schüler efectúa en contra de sus editores. La forma precavida y de una gran precisión utilizadas por el director Brintrup, relacionan la película con la expresión escrita. Bajo la forma de un realismo heroico, el resultado es una obra cinematográfica de gran poesía que trata un tema siempre de actualidad : La explotación y la corrupción de la producción estética, que provocan en toda obra de arte la pérdida de su verdadera naturaleza ».

## Festivales
- La primera proyección internacional de la película se llevó a cabo en el Filmfestival International de Cine de Róterdam, en enero de 1980.